# Jota Capricorni
Jota Capricorni (ι Cap) – gwiazda w gwiazdozbiorze Koziorożca. Oddalona jest o około 197 lat świetlnych od Słońca.

## Charakterystyka
Jota Capricorni to żółty olbrzym należący do typu widmowego G o obserwowanej wielkości gwiazdowej równej +4,27m. Jest to gwiazda zmienna typu BY Draconis o amplitudzie zmian jasności równej 0,06m.